# Piotr Piątek
Piotr Piątek (ur. 17 lutego 1982 w Żywcu) – polski łucznik, olimpijczyk z Pekinu 2008, brązowy medalista mistrzostw świata.
Zawodnik klubu Łucznik Żywiec. W roku 2004 w Prudniku i w 2007 w Zamościu zdobył indywidualny tytuł mistrza Polski.
Był również indywidualnie brązowym medalistą mistrzostw Polski w roku 2005 i 2006.
W roku 2010 zdobył złoty medal mistrzostw Polski w drużynie (Łucznik Żywiec) oraz srebrny medal indywidualnie.
Na igrzyskach olimpijskich w 2008 roku indywidualnie zajął 36. miejsce, a w konkurencji drużynowej Polacy zajęli 5. miejsce.